# 55565 Aya
55565 Aya (designação provisória: 2002 AW197) é um objeto transnetuniano que está localizado no Cinturão de Kuiper, uma região do Sistema Solar. Ele possui uma magnitude absoluta de 3,5 e tem um diâmetro estimado com cerca de 700±50 quilômetros. Medições com o telescópio espacial Spitzer confirmaram que 2002 AW197 é um forte candidato a ser classificado como planeta anão, devido ao seu tamanho relativamente grande. O astrônomo Mike Brown lista este corpo celeste em sua página na internet como um provável planeta anão.

## Descoberta
55565 Aya foi descoberto no dia 10 de janeiro de 2002, pelos astrônomos Michael E. Brown, Chad Trujillo, Eleanor F. Helin, Michael Hicks, Kenneth J. Lawrence e Steven H. Pravdo através do Observatório Palomar.

## Características orbitais
A órbita de 55565 Aya tem uma excentricidade de 0,131 e possui um semieixo maior de 47,519 UA. O seu periélio leva o mesmo a uma distância de 41,308 UA em relação ao Sol e seu afélio a 53,730 UA. Atualmente 55565 Aya está a aproximadamente 46,2 UA do Sol e alcançará seu periélio em 2079.

## Características físicas

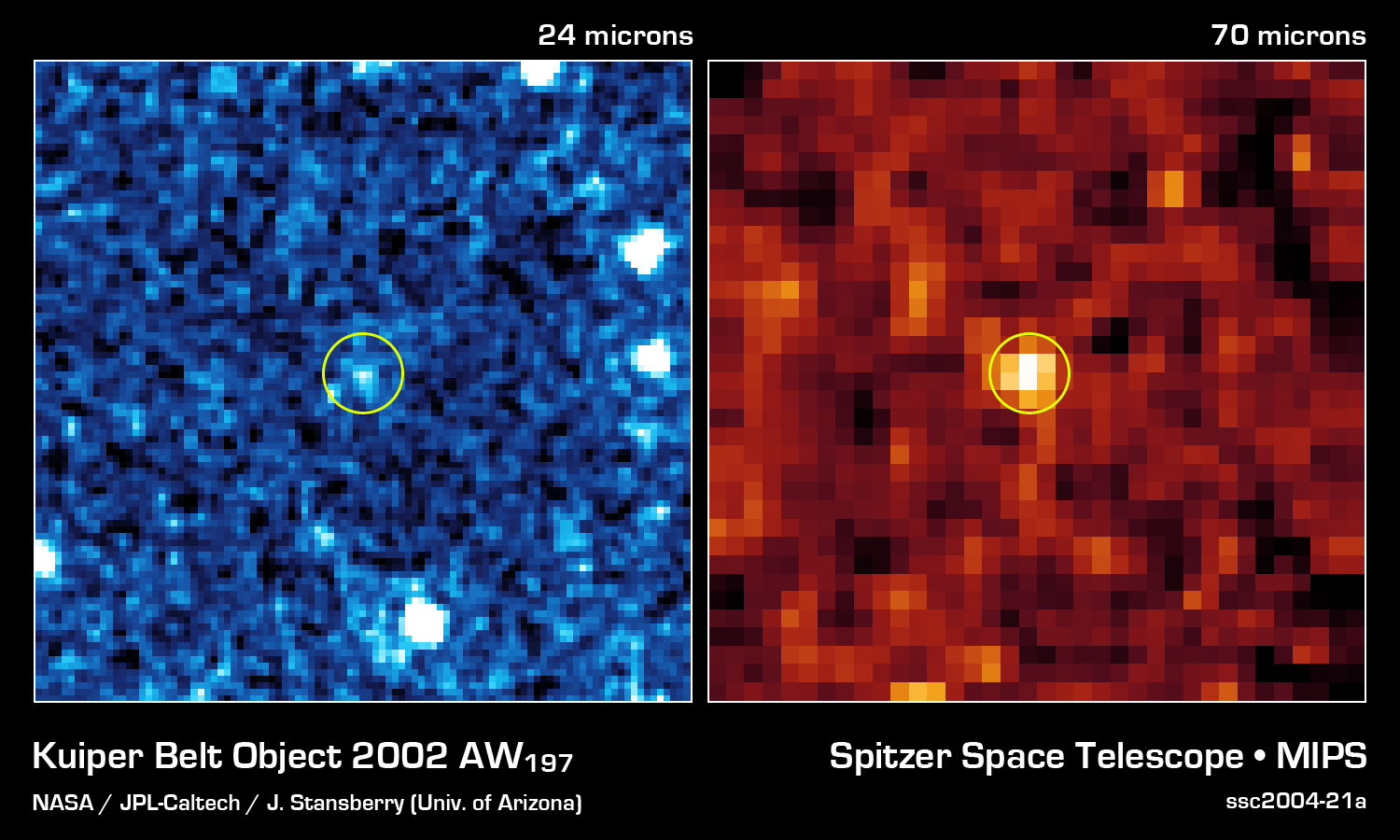
55565 Aya. Crédito: NASA / JPL - Caltech / J. Stansberry (Univ. do Arizona)

Observações de emissões termais com o Telescópio espacial Spitzer em 2007 dão a 2002 AW197 um diâmetro de cerca de 734 quilômetros e um albedo de cerca de 0,117. O tamanho mínimo estimado que um planeta anão pode ter é de cerca de 400 km.
As análises de espectro do OES revelaram uma cor avermelhada e nenhuma presença de água congelada.